# Crissier
Crissier ist eine politische Gemeinde im Bezirk Ouest lausannois des Kantons Waadt in der Schweiz.

## Geographie
Crissier liegt auf 467 m ü. M., 5,5 km nordwestlich der Kantonshauptstadt Lausanne (Luftlinie). Die Agglomerationsgemeinde von Lausanne erstreckt sich an einem nach Südwesten geneigten Hang zwischen den Tälern der Sorge im Westen und der Mèbre im Osten, im Waadtländer Mittelland, nördlich des Genfersees.
Die Fläche des 5,5 km² grossen Gemeindegebiets umfasst einen Abschnitt des Waadtländer Mittellandes. Der Gemeindeboden erstreckt sich am Hang von Crissier, der im Westen vom Taleinschnitt der Sorge, im Osten von demjenigen der Mèbre begrenzt ist. Nach Norden reicht das Gebiet bis auf die angrenzende Hochfläche des Gros de Vaud. Der höchste Punkt von Crissier wird mit 585 m ü. M. im Wald von Plamont erreicht. Von der Gemeindefläche entfielen 1997 44 % auf Siedlungen, 27 % auf Wald und Gehölze und 29 % auf Landwirtschaft.
Zu Crissier gehören neue Wohnquartiere und eine ausgedehnte Gewerbe- und Industriezone entlang der Autobahn. Nachbargemeinden von Crissier sind Ecublens, Bussigny, Villars-Sainte-Croix, Mex, Sullens, Cheseaux-sur-Lausanne, Jouxtens-Mézery, Renens und eine Exklave von Lausanne.

## Geschichte
Crissier kann auf eine sehr lange Siedlungstradition zurückblicken. Auf dem Gebiet um Châtelard über dem Tal der Sorge befand sich von 3000 bis 1800 vor Christus eine Siedlung. Auch während der Römerzeit war das Gemeindegebiet besiedelt, es wurden Überreste einer römischen Villa und Fundamente eines weiteren Gebäudes bei Timonet gefunden.
Die erste urkundliche Erwähnung des Ortes erfolgte 1190 unter dem Namen Crissiacum, 1219 erschien die Bezeichnung Crissie. Der Ortsname geht auf den lateinischen Personennamen Criscius zurück. Im Mittelalter gehörte Crissier zum Domkapitel von Lausanne. Nach mehreren Besitzerwechseln wurde es 1595 eine eigene Herrschaft, die 1732 von Lausanne übernommen wurde.
Mit der Eroberung der Waadt durch Bern im Jahr 1536 kam Crissier unter die Verwaltung der Landvogtei Lausanne. Nach dem Zusammenbruch des Ancien Régime gehörte das Dorf von 1798 bis 1803 während der Helvetik zum Kanton Léman, der anschliessend mit der Inkraftsetzung der Mediationsverfassung im Kanton Waadt aufging. 1798 wurde es zunächst dem Bezirk Morges zugeteilt, 1803 kam es zum Bezirk Lausanne.
| Bevölkerungsentwicklung | Bevölkerungsentwicklung |
| Jahr                    | Einwohner               |
| ----------------------- | ----------------------- |
| 1850                    | 511                     |
| 1900                    | 875                     |
| 1910                    | 1192                    |
| 1930                    | 1670                    |
| 1950                    | 2068                    |
| 1960                    | 3171                    |
| 1970                    | 4592                    |
| 1980                    | 4707                    |
| 1990                    | 5878                    |
| 2000                    | 6577                    |

## Bevölkerung
Mit 9334 Einwohnern (Stand 31. Dezember 2023) gehört Crissier zu den mittelgrossen Gemeinden des Kantons Waadt. Von den Bewohnern sind 76,0 % französischsprachig, 5,4 % italienischsprachig und 5,0 % portugiesischsprachig (Stand 2000). Die Bevölkerungszahl von Crissier stieg seit 1850 kontinuierlich an, wobei die grössten Zuwachsraten zwischen 1950 und 1970 verzeichnet wurden. Nach einer vorübergehenden Stagnationsphase während der 1970er Jahre erfolgte seit 1980 wieder ein deutliches Wachstum der Einwohnerzahl. Heute ist das Siedlungsgebiet von Crissier lückenlos mit denjenigen von Ecublens, Renens und Bussigny-près-Lausanne zusammengewachsen.

## Wirtschaft
Crissier war bis Ende des 19. Jahrhunderts ein vorwiegend durch die Landwirtschaft geprägtes Dorf. Damals waren weite Teile des Hanges mit Reben bestanden. Heute ist der Weinbau fast völlig verschwunden, und auch der Ackerbau hat kaum noch eine Bedeutung in der Erwerbsstruktur der Bevölkerung.
Seit dem 17. Jahrhundert wurde die Wasserkraft der Mèbre durch zwei Mühlen genutzt. Ende des 19. Jahrhunderts dehnte sich das Dorf hangabwärts in Richtung des Bahnhofs von Renens aus, und die ersten Industriebetriebe fassten Fuss in Crissier. Dazu gehörte vor allem die Produktion von Zigarettenfiltern und -papier (Baumgartner SA, seit 1912). Dies führte zur Entstehung mehrerer Arbeitersiedlungen am Dorfrand.
Als Folge der hervorragenden Verkehrserschliessung nach dem Bau der Autobahn A1 entwickelte sich eine grosse Gewerbe- und Industriezone am Hang unterhalb des alten Dorfkerns. Hier liessen sich zahlreiche Unternehmen nieder. Wichtige Industriebranchen sind der Maschinenbau, die Nahrungsmittelindustrie, die Herstellung von elektronischen Messinstrumenten, die Feinmechanik und die Möbelindustrie. In Crissier befinden sich Einkaufszentren, darunter seit 2001 das Coop-Léman Centre. Heute gibt es rund 600 Unternehmen, die in der Gemeinde ansässig sind.
Crissier verfügt über einen Theatersaal (seit 1969), ein Gemeindezentrum (seit 1979) und ein Sportzentrum (seit 1990).

## Verkehr
Die Gemeinde ist verkehrstechnisch sehr gut erschlossen. Sie liegt an der Hauptstrasse 9 von Lausanne nach Vallorbe. Der Autobahnanschluss Lausanne-Crissier an der A1 (Genf–Lausanne–Yverdon) zwischen den Verzweigungen Ecublens (westlicher Stadtzubringer von Lausanne) und Villars-Sainte-Croix (A9, Lausanne–Sion) ist rund 1 km vom Ortskern entfernt.
Durch die Autobuslinien 32 (Mex-Crissier-Renens-Lausanne) und 18 (Crissier-Renens-Lausanne, Flon) der Transports publics de la région lausannoise ist Crissier an das Netz des öffentlichen Verkehrs angebunden.

## Sehenswürdigkeiten
Die Pfarrkirche Saint-Saturnin, bereits 1228 erwähnt, wurde 1598 neu gebaut. Das Schloss von Crissier, das im 17. Jahrhundert errichtet und 1887 vergrössert wurde, ist heute im Besitz der Gemeinde. Einige Bauernhäuser aus dem 18. und 19. Jahrhundert sind im Ortskern erhalten geblieben.

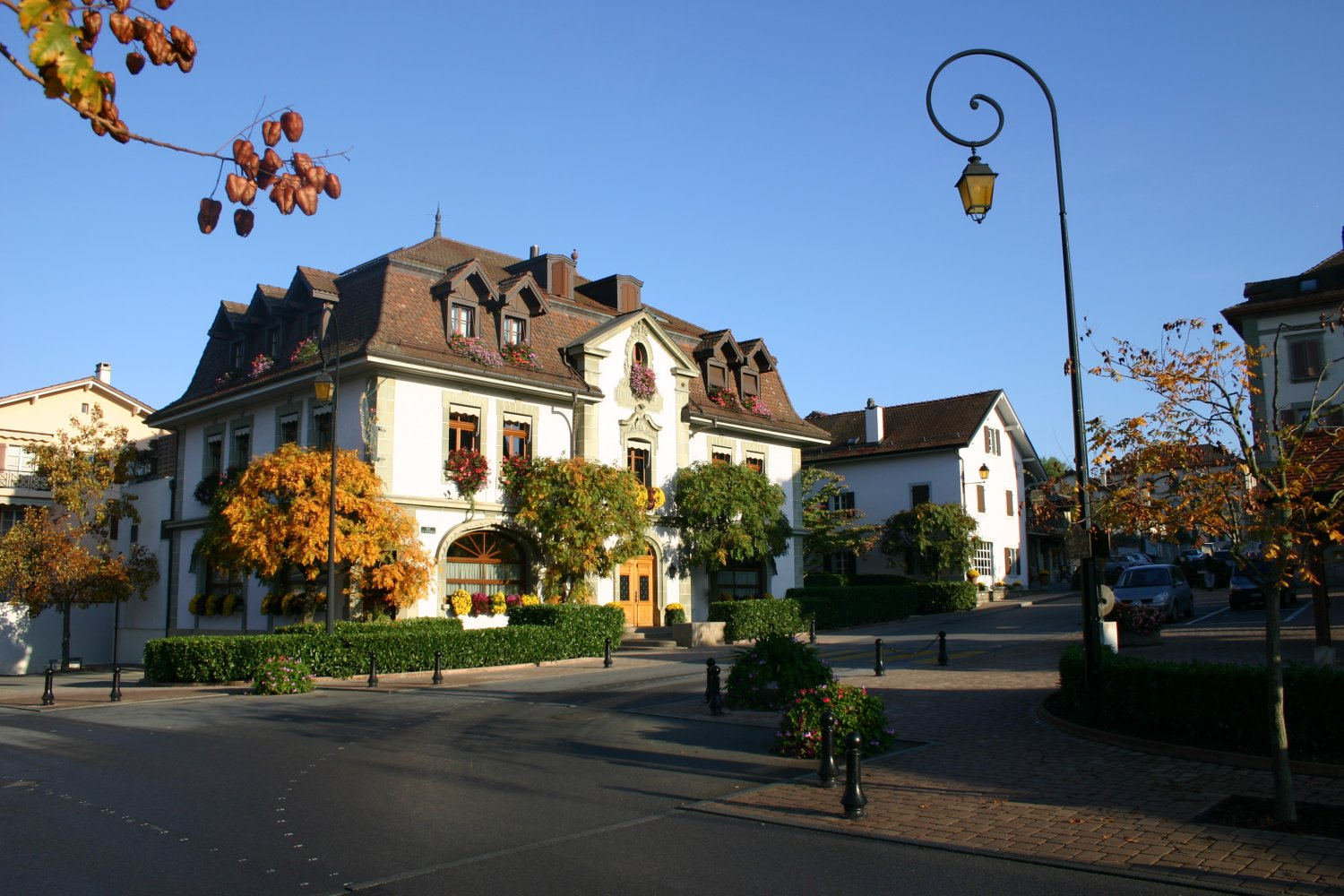
Spitzengastronomie in Crissier: 1971 als Girardet eröffnet, seit 1998 L'Hôtel de Ville

## Persönlichkeiten
- Paulo Diogo, Fussballspieler, wurde hier geboren.
- Frédy Girardet, Philippe Rochat und Benoît Violier, Köche, führten nacheinander in der Rue d’Yverdon 1 eines der höchstdekorierten Restaurants der Welt.
- Louis Leresche, evangelischer Geistlicher
- Stan Wawrinka, Tennisspieler, ging hier zur Schule.